# Creu de Llorenç de Rocafort
La Creu de Llorenç de Rocafort és una creu de terme situada a l'entrada de Llorenç de Rocafort, al municipi de Sant Martí de Riucorb (Urgell), inclosa a l'Inventari del Patrimoni Arquitectònic de Catalunya.

## Descripció
Creu de terme renaixentista ubicada a l'entrada a la població, a tocar del portal de la Bassa, excepcional pel fet que el fust és realitzat en una peça monolítica de pedra de 5,70 m d'alçada. L'element és format pel basament o peanya, la base, el fust, el capitell i la creu amb una alçada total de 8,20 metres. L'ample basament consta de quatre esglaons quadrangulars que decreixen des de 3,60 metres fins a 1,37 metres. A damunt hi ha la base, formada per un dau quadrangular de 75 cm d'alçada amb els vèrtexs escairats on consta una inscripció gairebé il·legible que fa al·lusió a la família Bergadà que costejà la creu al segle XVI, en concret el 1618 (EN / E[...]EV B / ERGADA). Sobre la base s'hi encaixa el fust de secció cilíndrica, llis i monolític, sobre el qual es recolza la magolla de perfil hexagonal, on s'obren sis arcuacions d'arc de mig punt amb fornícules amb petxines a dins que acullen una venera, una base amb fris d'oves, i una cornisa amb palmetes. Les sis figures de les fornícules són cinc apòstols i un donant agenollat. El donant és clarament el senyor cognominat Bergadà, el qual apareix inscrit a l'epigrafia del pedestal, i vesteix armadura. Els apòstols són sant Jaume el Menor, amb el garrot; sant Pau, amb l'espasa; sant Pere, amb les claus; sant Andreu, amb la creu d'aspa; i un cinquè d'indeterminat, ja que no sabem si el que porta és un bastó (seria sant Jaume el Major), una llança (seria sant Tomàs) o, més estranyament, una alabarda (seria sant Judes Tadeu). El capitell suporta la creu que culmina el conjunt. La creu pròpiament és una creu de perfil trilobat en els extrems dels braços i internament presenta una creu grega central envoltada per una decoració més abstracta en alts relleus romboidals.

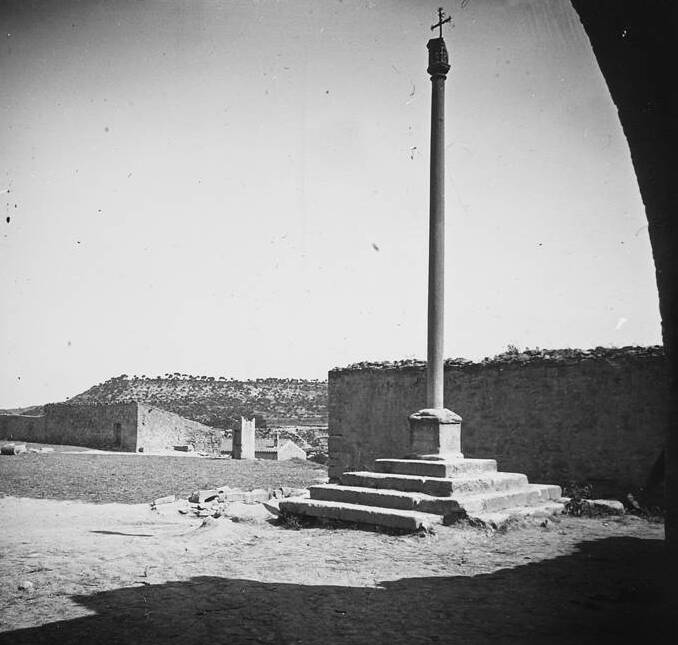
La creu de ferro, el 1919

## Història
Segons indica la inscripció del pedestal, va ser realitzada el 1618 i promoguda per un tal cognominat Bergadà. Segons testimonis orals, la part superior de la creu era metàl·lica (no se sap si en substitució d'una més primitiva de pedra), i amb l'esclat revolucionari de la Guerra Civil va ser torçada per un membre del Comitè per impedir que fos destruïda tota la creu. Posteriorment, als anys 40 o 50 del segle xx, s'hi va afegir la creu de pedra. Concretament, l'any 1919 es documenta la creu amb una modesta creu de ferro.